# Christa Stubnick
 (Gardelegen, 12 dicembre 1933 – 13 maggio 2021) è stata una velocista tedesca.
Prese parte ai Giochi olimpici di Melbourne 1956 conquistando la medaglia d'argento nei 100 metri piani (con un tempo di 11"7) e nei 200 metri piani (con 23"7).

## Palmarès
| Anno | Manifestazione  | Sede      | Evento      | Risultato | Prestazione | Note |
| ---- | --------------- | --------- | ----------- | --------- | ----------- | ---- |
| 1956 | Giochi olimpici | Melbourne | 100 metri   | Argento   | 11"7        |      |
| 1956 | Giochi olimpici | Melbourne | 200 metri   | Argento   | 23"7        |      |
| 1956 | Giochi olimpici | Melbourne | 4×100 metri | 6ª        | 47"2        |      |